# Böbikon
Böbikon (toponimo tedesco) è una frazione del comune svizzero di Zurzach, nel Canton Argovia. Conta 174 abitanti.

## Geografia fisica

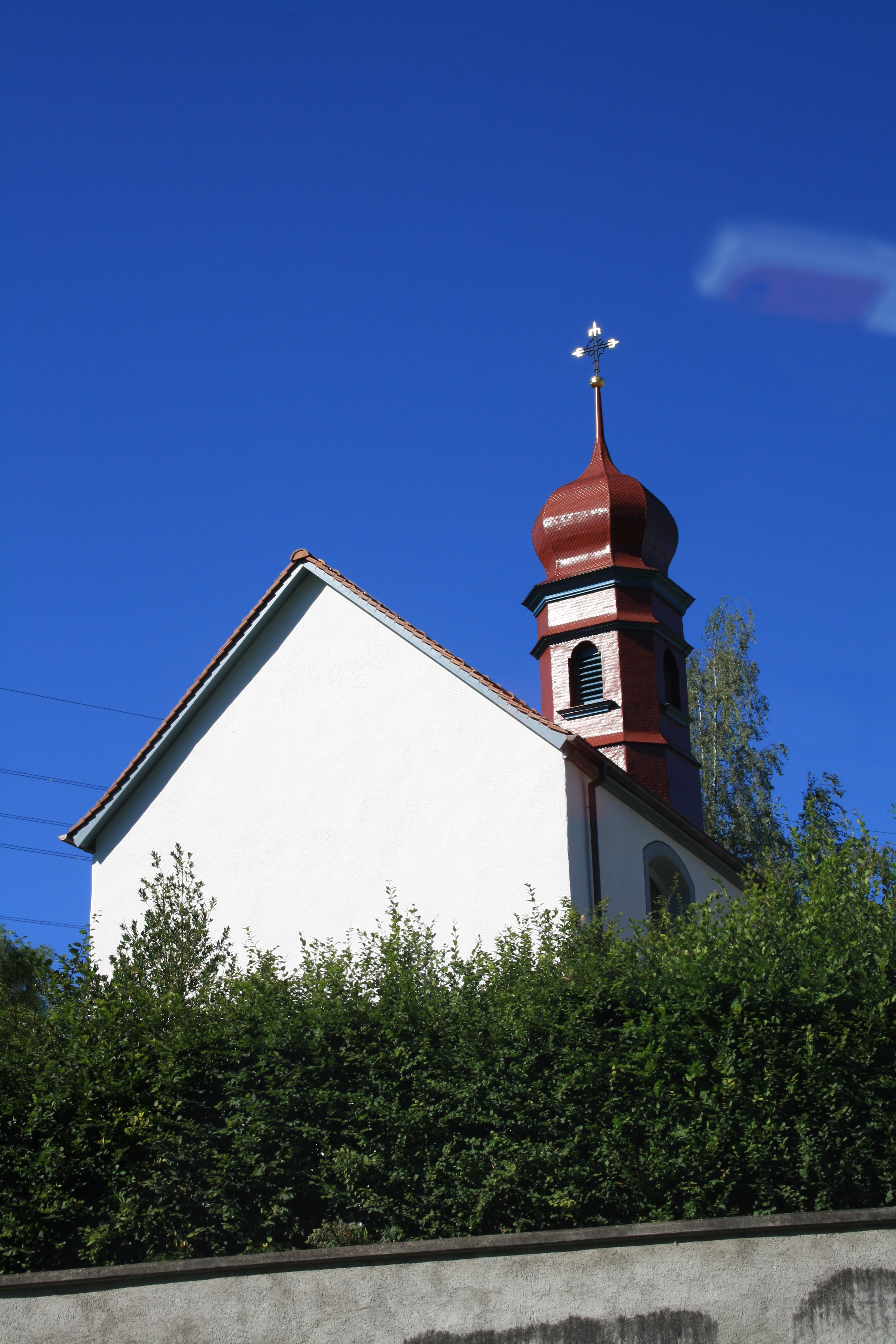
La cappella cattolica

## Storia
Il 1° gennaio 2022 il comune di Böbikon venne fuso con i comuni di Bad Zurzach, Baldingen, Kaiserstuhl, Rekingen, Rietheim, Rümikon e Wislikofen, formando il nuovo comune di Zurzach.

## Monumenti e luoghi d'interesse
- Cappella cattolica, ricostruita nel XVIII secolo[2].

## Società

### Evoluzione demografica
L'evoluzione demografica è riportata nella seguente tabella:

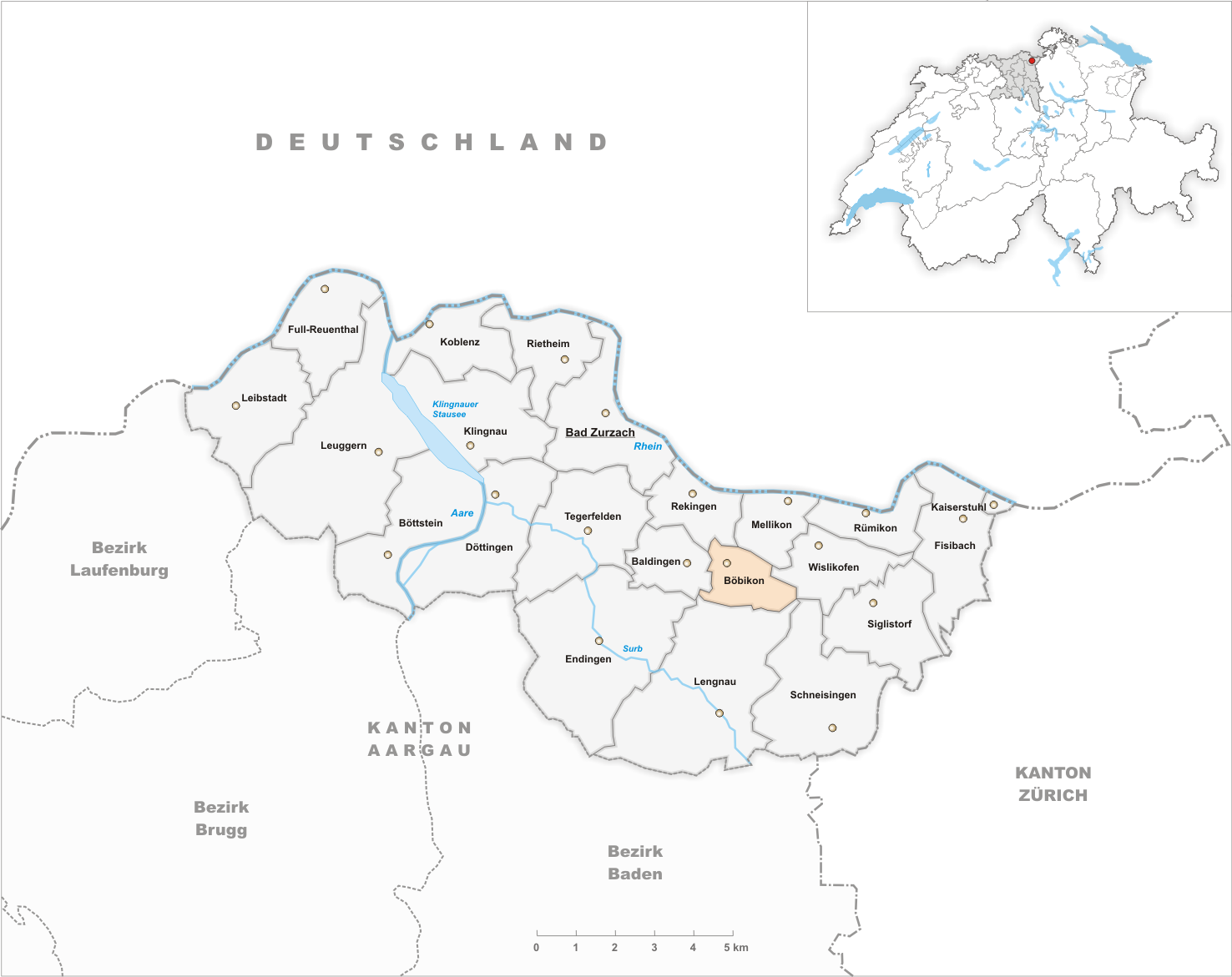
Mappa dell'ex comune di Böbikon all'interno del distretto di Zurzach

Abitanti censiti

## Amministrazione
Ogni famiglia originaria del luogo fa parte del cosiddetto comune patriziale e ha la responsabilità della manutenzione di ogni bene ricadente all'interno dei confini del comune.